# せっかちネエヤ
『せっかちネエヤ』は、1968年10月7日から1969年3月31日までフジテレビ系列局で放送されていたテレビドラマである。日活とフジテレビの共同製作。全26回。毎週月曜 19:00 - 19:30 （日本標準時）。

## 概要
鹿児島から上京してきた空手の得意な川辺ホロリが、父の知り合いである渋柿助右衛門の家に住み込んでお手伝いさんとして活躍する作品。富永一朗の4コマ漫画が原作。

## 出演者
- 川辺ホロリ：川口晶
- 渋柿助右衛門：花沢徳衛
- お花：三崎千恵子
- 吉内：石川進
- おそめ：朝丘雪路
- 伝兵衛：雷門ケン坊

## スタッフ
- プロデューサー：藪内喜明（日活）、別所孝治（フジテレビ）
- 脚本：津田幸夫ほか
- 演出：手銭弘喜ほか

## サブタイトル
| 回 | 放送日         | サブタイトル           |
| -- | -------------- | ---------------------- |
| 1  | 1968年 10月7日 | 飛び出せ！ホロリさん   |
| 2  | 10月14日       | 負けてたまるか！       |
| 3  | 10月21日       | がんばれ！ホロリ       |
| 4  | 10月28日       | 主役はぼくだ！         |
| 5  | 11月4日        | 犯人をあげろ！         |
| 6  | 11月11日       | その親子を追え！       |
| 7  | 11月18日       | 失敗失敗又失敗         |
| 8  | 11月25日       | 当ってくだけろ！       |
| 9  | 12月2日        | 男ならやってみろ       |
| 10 | 12月9日        | アルバイトは辛い       |
| 11 | 12月16日       | 男どもよ立ち上れ！     |
| 12 | 12月23日       | 売りこみ大作戦         |
| 13 | 12月30日       | テレビ局は花ざかり     |
| 14 | 1969年 1月6日  | 敵はさるもの           |
| 15 | 1月13日        | 鬼のいない間           |
| 16 | 1月20日        | 当った！当った         |
| 17 | 1月27日        | もてすぎた話           |
| 18 | 2月3日         | 飛びこんで来ふうてん娘 |
| 19 | 2月10日        | 恋の季節               |
| 20 | 2月17日        | 恐怖の山小屋           |
| 21 | 2月24日        | へえ、いらっしゃーい   |
| 22 | 3月3日         | うそから生まれた恋人   |
| 23 | 3月10日        | おしかけ居候           |
| 24 | 3月17日        | 宝ものはどこだ？       |
| 25 | 3月24日        | カラダでぶつかれ！     |
| 26 | 3月31日        | やっぱりふるさとは…    |

## 主題歌
「せっかちネエヤ」
作詞：富永一朗 / 作曲：萩原哲晶 / 歌：松平ケメ子
レコードは東芝音楽工業（後の東芝EMI、現：EMIミュージック・ジャパン）から発売。

## 放送局
特記の無い限り全て放送時間は月曜 19:00 - 19:30、同時ネット。
- フジテレビ（制作局）
- 札幌テレビ[1]
- 秋田放送：土曜 13:30 - 14:00[2]
- 仙台放送[3]
- 福島テレビ：水曜 19:00 - 19:30[注釈 1][4]
- 新潟放送：日曜 9:00 - 9:30（先行放送）[5]
- 静岡放送：金曜 17:00 - 17:30[6] → テレビ静岡（同時ネット）[7]
- 東海テレビ[8]
- 関西テレビ[9]
- 西日本放送：土曜 18:00 - 18:30[10]
- 広島テレビ：月曜 18:00 - 18:30[10]
- テレビ西日本[11]
- 大分放送：月曜 18:00 - 18:30 （1970年3月時点）[12]
- テレビ熊本：日曜 9:30 - 10:00 （1970年3月時点）[13]
- テレビ宮崎：土曜 13:30 - 14:00 （1970年9月時点）[14]